# Passione gitana
Passione gitana (Spanish Affair) è un film del 1957 diretto da Luis Marquina e Don Siegel.